# Distrito judicial de Évora
O Distrito judicial de Évora é um dos quatro distritos judiciais de Portugal. Corresponde à jurisdição do Tribunal da Relação de Évora.
O Distrito judicial de Évora inclui os seguintes círculos judiciais: Abrantes, Beja, Évora, Faro, Loulé,Portalegre, Portimão, Santarém, Santiago do Cacém e Setúbal. Cada um dos círculos, agrupa uma ou mais comarcas.